# کازابلا

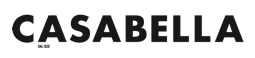
لوگوی کازابلا موندادوری

کازابلا (به ایتالیایی: Casabella) یک مجلهٔ ماهنامهٔ معماری و طراحی محصول ایتالیایی با تمرکز بر طراحی و معماری مدرن، رادیکال است. این شامل مصاحبه با برجسته‌ترین معماران جهان است.

## تاریخچه و مشخصات
کازابلا در سال ۱۹۲۸ میلادی در میلان توسط گوئیدو مارانگونی تأسیس شد. نام اولیۀ آن لا کازا بلا (خانهٔ زیبا) بود. در سال ۱۹۳۳، معمار جوزپه پاگانو سردبیر شد و نام آن را به کازابلا تغییر داد. پس از آن، معمار ارنستو ناتان راجرز، که از سال ۱۹۵۳ تا ۱۹۶۵ میلادی مجله را ویرایش کرد، نام مجله بعدها به کازابلا کونتینوئیتا (تداوم کازابلا)، کازابلا کوستروتسیونی (ساخت‌وساز کازابلا)، کوستروتسیونی کازابلا (کازابلا ساخت‌وساز)، و پس از خروج راجرز، کازابلا تغییر یافت.
در طول تاریخ خود، کازابلا معماران و طراحان مهم بسیاری از جمله فرانکو آلبینی، گائه اولنتی و مارکو زانوسو را به عنوان ویراستاران خلاق معرفی کرد. همچنین برخی از مقالات نوشته شده توسط بری برگدال، متصدی بخش معماری و طراحی موزۀ هنر مدرن (ام‌اُ‌ام‌ای) شهر نیویورک منتشر شده‌ است.
پس از ویرایش توسط ویتوریو گرگوتی بین سال‌های ۱۹۸۱ و ۱۹۹۶ میلادی، سکان تحریریۀ مجله توسط شرکت فرانچسکو دال تصاحب شده‌ است. این مجله گروه موندادوری با تیراژ ۴۵٬۰۰۰ نسخه در سال ۲۰۱۴ میلادی منتشر شده‌ است.

## گالری

لا کازا بلا، شمارهٔ ۶، ژوئن ۱۹۲۹ میلادی
کازابلا، شمارۀ ۴۷۱، ژوئیه تا اوت ۱۹۸۱ میلادی
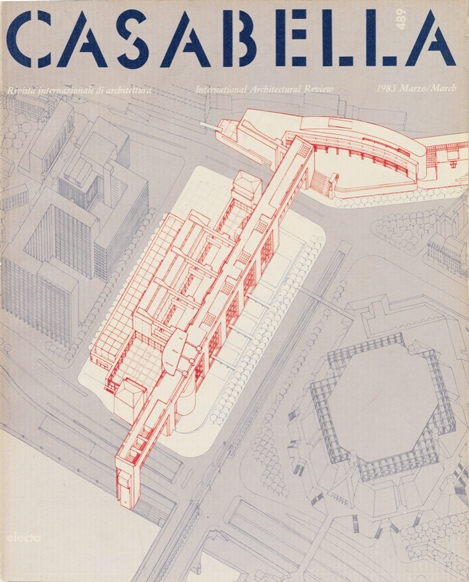
کازابلا، شمارهٔ ۴۸۹، مارس ۱۹۸۳ میلادی
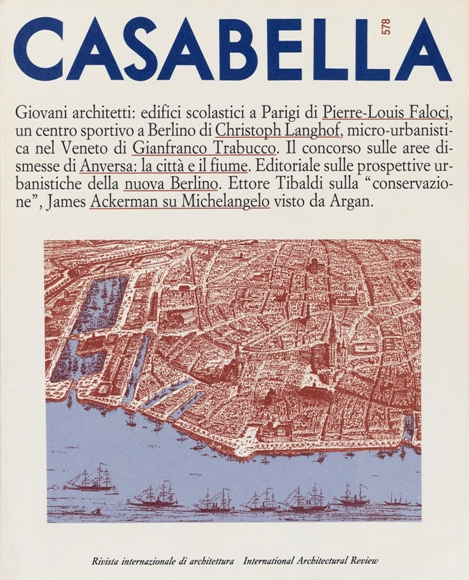
کازابلا، شمارهٔ ۵۷۸، آوریل ۱۹۹۱ میلادی